# Microdrosophila curvula
Microdrosophila curvula är en tvåvingeart som beskrevs av Zhang 1989. Microdrosophila curvula ingår i släktet Microdrosophila och familjen daggflugor. Inga underarter finns listade i Catalogue of Life.